# 초에 인크로치
초에 인크로치(Zoe Incrocci, 1917년 9월 21일 ~ 2003년 11월 6일)는 이탈리아의 배우이다.